# Pedro Blanco López
Pedro Blanco (Leão, 14 de julho de 1883 — Porto, 1 de Maio de 1919) foi um compositor, pianista, professor e crítico musical espanhol.

## Vida
Filho do músico Mateo Blanco del Río e Emilia López y Moya, iniciou seus estudos musicais com o pai em Leão. Em 1897 ganhou uma bolsa de estudos para estudar na Escola Nacional de Música de Madrid com professores como Felipe Pedrell e Andrés Monge. Com eles, assim como com Tomás Bretón, Pedro Blanco manteve uma importante relação epistolar ao longo de sua vida. No Conservatório, ele também obteve o Primeiro Prémio de Piano em 1902.
Em Madrid, iniciou-se como pianista, o que o levou ao Porto, onde viveu de 1903 até a sua morte. No Porto, casou-se com a sua ex aluna Clementina Nogueira e teve dois filhos. Logo após sua chegada a Portugal, ingressou num círculo literário e artístico na cidade costeira de Espinho, que incluía personalidades como o pintor Amadeo de Souza-Cardoso, o poeta e pedagogo João de Barros e, acima de tudo, o Dr. Manuel Laranjeira. Através de Laranjeira, Blanco conheceu outros personagens, como Miguel de Unamuno, com quem se correspondeu por vários anos. A influência de Laranjeira sobre Pedro Blanco não se limitou ao seu início como artista, mas pode ser percebida na obra musical mesmo anos após o suicídio do escritor.
Pedro Blanco desenvolveu uma importante actividade como professor de piano, com inúmeros discípulos por mais de uma década. Além disso, integrou o primeiro corpo docente do Conservatório de Música do Porto, onde leccionou de 1917 até sua morte. Blanco teve uma participação relevante na florescente vida cultural do Porto nas duas primeiras décadas do século XX, em movimentos como a Renascença portuguesa. Artista apaixonado e carismático, Blanco teve uma influência inegável na comunidade da qual se aproveitou para realizar um importante trabalho social. Na cidade do Douro, desenvolveu uma estreita amizade com personalidades da estatura do escultor António Teixeira Lopes, do cartunista Leal da Câmara ou do escritor Antero de Figueiredo. Da mesma forma, ele manteve uma correspondência fluida com personalidades do mundo musical e artístico nacional e internacional.
Como escritor, Pedro Blanco publicou muitos artigos para jornais e revistas, principalmente espanhóis e portugueses, focados em vários campos: crítica musical, regeneracionismo e defesa da condição dos músicos, e disseminação da cultura entre as duas nações vizinhas. Realizou um trabalho de intercâmbio cultural muito importante e até agora esquecido entre Espanha e Portugal, contribuindo activamente para a semeadura de um iberismo cultural contemporâneo. Blanco faleceu em 1 de Maio de 1919, vítima da gripe pneumónica.

## Obras
- Op.1 - Mazurca Triste (piano).
- Op.2 - ¡Guitarra mía! (canto e piano).
- Op.3 - Los ojos negros (canto e piano) – Extraviada
- Op.4 - Hispania (piano, suite instrumentada para orquestra por L. Lambert).
- Op. 5 - Canções:  “O Senhor Reitor”,  “Flor da Rua”, “A Fiandeira”(canto e piano).
- Op.6 - Heures Romantiques. Impressiones Intimes (piano). 1914) para piano
- Op.7 - Romance y Zambra andaluza (piano e violino).
- Op.8 - Añoranzas  (orquestra).
- Op. 9 - Dos melodías: "Rosa e lírio", Barca-bela (canto e piano).
- Op.10 - Galanías (piano)
- Op.11 - Cantiga e Trovas do longe (canto e piano).
- Op.12 - Dos mazurcas: Del amor y Del dolor (piano).
- Op.13 - Duas melodias portuguesas: “Anjo da Guarda”, “Noite de Amores” (orquestra de cordas e coro).
- Op.14 - Duas melodias para piano e canto: "Madrigal", "Quand même".
- Op. 15 - Concierto en si menor (piano e orquestra).
- Op. 16 - Castilla (piano).

- Não indexadas: Polonesa, Pelo Porto, Jeunesse d'amour (piano) e Adieu ma jeunesse (canto e piano).[3]

Ainda em 2021, foi descoberta uma partitura (Valsa “Cármen”) que Blanco publicou aos 15 anos, quando era aluno do Conservatório de Madrid, que pode ser considerarada a sua primeira obra.
|  |